# Sara Blanes
Sara Blanes (Madrid, septiembre de 1981) es una actriz española. Tras cursar estudios de Empresas y Actividades Turísticas y trabajar en diversos empleos, ingresó en NIC Instituto del Cine , formándose con Esteban Roel y en la Escuela de Interpretación El Submarino.
Ha participado fugazmente en los largometrajes Goal II: Living the Dream y Concursante y en Homicidios con Eduardo Noriega. Intervino en el cortometraje Un rodaje accidentado, dirigido por Elia Pérez de Miguel. Ha protagonizado el cortometraje Cuestión de razas y fue Sonia en De Buena ley.